# 公州丹芝里古墳群
公州丹芝里古墳群（コンジュタンジリこふんぐん）は、大韓民国忠清南道公州市にある三国時代の古墳群である。2011年7月20日、忠清南道記念物第186号に指定された。
公州丹芝里古墳群は、5世紀から6世紀の日本の九州地方特有の墳墓様式である横穴墓で構成されている。保存状態が大変良好であり、古代日朝関係を研究する貴重資料として価値が高いため、忠清南道記念物に指定された。

## 概要
公州団地里古墳群で発見された横穴墓は朝鮮半島ではじめて確認された横穴墓であり、保存状態が大変良好であるため、朝鮮半島における横穴墓の構造的特徴を把握することができる資料であり、墳墓の構造が日本列島における初期横穴墓と似ているため、横穴墓の起源をはじめとする古代日朝関係を考察することができる貴重資料であり、考古学的価値が高い。
5世紀末に人質として日本に滞在していた東城王が帰国する際に、天皇は筑紫の軍士500人を護衛に付けたが、公州丹芝里古墳群の横穴墓を百済に渡った筑紫の軍士の墓とみる見解もある（出土物のなかに倭系の須恵器とみられるものがある）。